# Andréa Brito
Pour les articles homonymes, voir Brito.
Andréa Brito, née le 2 octobre 1997 à Vitry-sur-Seine, est une karatéka française.

## Carrière
Elle est médaillée d'or de kumite par équipe aux Championnats du monde de karaté 2018 avec Léa Avazeri, Leïla Heurtault et Laura Sivert.